# Aleixo Garcia
Aleixo Garcia - († 1525.) -  portugalski istraživač. Prvi je Europljanin, koji je istraživao Paragvaj i Boliviju i došao do Carstva Inka.
Godine 1516. Garcia je sudjelovao u ekspediciji Juana Diaza de Solisa, kojeg su ubili Indijanci. Ekspedicija je neuspješno tražila prolaz između Atlantskog i Tihog oceana. Na povratku u Španjolsku, dogodio se brodolom u blizini obale Brazila kod otoka Santa Catarina. Preživjeli, među kojima je bio i Garcia, otišli su duboko u unutrašnjost južnoameričkog kontinenta, uz rijeke Iguaçu i Paranu. Stao je na ušću rijeke Paragvaj, gdje je stekao naklonost lokalnih plemena Guarani. Od njih je saznao za postojanje vrlo bogatih gradova "Bijelog Kralja". 
Godine 1524. s grupom od oko 2000 Indijanaca iz plemena Guarani otišao je na zapad, prošao kroz Gran Chaco i došao Carstva Inka u Boliviji. Prvi je Europljanin, kojemu je to uspjelo, čak 8 godina prije Francisca Pizarra.
Garcia je opljačkao impresivan plijen srebra. Kada ga je sustigla vojska vođe Inka Huaynea Capaca, Garcia se povukao s plijenom, ali su ga ubili njegovi indijanskih saveznici u blizini San Pedra na rijeci Paragvaj, kada je želio organizirati još jedan pohod. Pošteđen mu je sin, koji je bio prvi paragvajski mestik (danas 95% stanovništva Paragvaja čine mestici).